# Alfred Armand
Alfred Armand (Parigi, 8 ottobre 1805 – Parigi, 28 giugno 1888) è stato un architetto e numismatico francese uno degli architetti che lavorarono con i fratelli Pereire, finanzieri e imprenditori delle ferrovie.
In particolare partecipa all'attività della Compagnie du chemin de fer de Paris à Saint-Germain essendo l'architetto della Gare du Vésinet - Le Pecq nel 1847 prima di progettare la seconda stazione avanti alla place de l'Europe nel 1841, e poi, con Eugène Flachat la terza stazione situata sul sito attuale della rue Saint-Lazare terminata nel 1853.

## Biografia
Figlio naturale, Alfred Armand riceve una educazione attenta presso gli Oratoriani del collège de Juilly e studia architettura nello studio di Achille Leclère. Entra all'École des beaux-arts de Paris nel 1827, dove sarà allievo di Jean-Louis Provost .
Dal 1836, Alfred Armand diventa architetto capo della linea ferroviaria da Parigi a Saint-Germain-en-Laye, costruita su iniziativa dei fratelli Pereire. Lavora successivamente con altre imprese ferroviarie dei Péreire come la linea da Parigi a Versailles (Rive droite) dove realizza la stazione nel 1839. È accolto come membro della Société centrale des architectes nel 1841. Nello stesso anno con Eugène Flachat, inizia la realizzazione della stazione di rue Saint-Lazare che non sarà completata che nel 1853.
A partire dal 1845, anno in cui lo stato rende obbligatoria la presenza d'un architetto per i cantieri di costruzioni delle compagnie ferroviarie che avevano una concessione sotto il regime della legge del 1842, Armand dirige i cantieri della Compagnie des chemins de fer du Nord. Tra il 1846 e il 1851, progetta molte stazioni nel nord della Francia, tra le altre Lilla e Amiens, prima di realizzare le installazioni de La Chapelle-Saint-Denis.
Sotto il Secondo impero, Armand partecipa alle operazioni immobiliari realizzate a Parigi dai Pereire, costruendo per la Société immobilière immobili a fine di investimento e due grandi alberghi per viaggiatori (il Grand Hôtel des chemins de fer et le Grand Hôtel). I Pereire gli affidano anche la risistemazione del loro palazzo privato che avevano acquistato nel 1855 a rue du Faubourg-Saint-Honoré e la costruzione del loro château d'Armainvilliers.
Armand acquisì anche une fortune considerevole. A partire dal 1863, consacra il suo pensionamento alla storia dell’arte e alle sue collezioni. Collezionista di fotografie, di stampe e di disegni di maestri, è anche l'autore di un'opera di riferimento sui medaglisti italiani del rinascimento. Resta legato alla famiglia Pereire fino alla sua morte a Parigi nel giugno del 1888.

## Principali realizzazioni

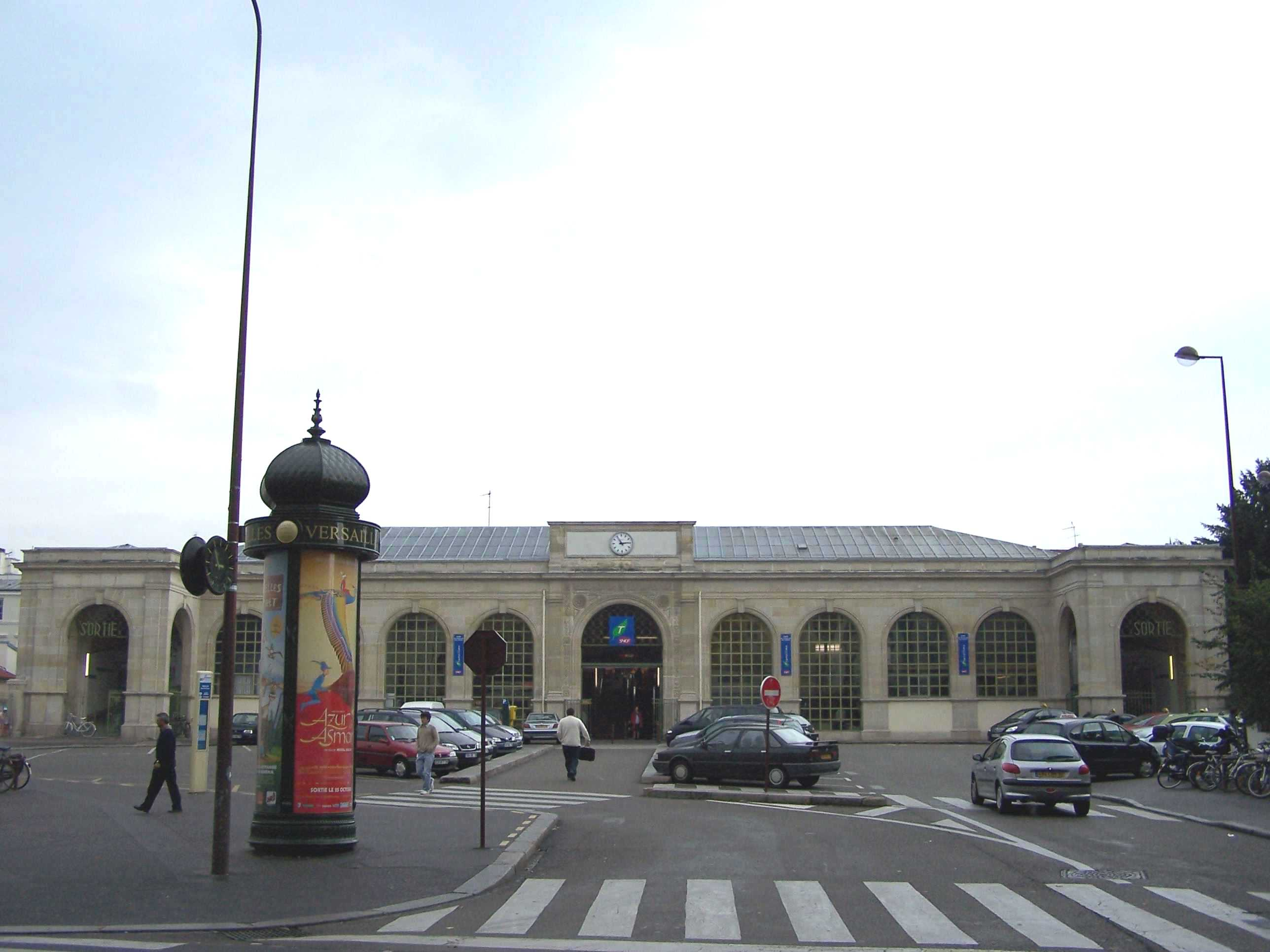
Edificio viaggiatori della "gare de Versailles rive droite".

- Seconda Gare Saint-Lazare, rue de Stockholm (actuellement impasse d'Amsterdam) (1841)
- Terza Gare Saint-Lazare con l'ingegnere Eugène Flachat, rue du Havre (1842-1853)
- Gare du Pecq
- Gare de Saint-Germain-en-Laye (1845)
- Gare de Versailles-Rive-Droite
- Gare de Saint-Cloud (1839-1840)
- Stazione di Amiens (la 1ª stazione)
- Stazione di Lilla
- Gare d'Arras
- Gare de Douai
- Gare de Calais
- Stazione di San Quintino
- "Grand Hôtel des chemins de fer" diventato poi Magasins du Louvre, con Hittorff e Charles Rohault de Fleury, Paris (1855)
- Grand Hôtel, place de l'Opéra, Paris (1861-1862)
- Galerie des fêtes de l'hôtel Pozzo di Borgo, Paris, con Antoine Layrix
- Risistemazione del palazzo privato dei fratelli Pereire, in 35 rue du Faubourg-Saint-Honoré (1855-1859)
- château d'Armainvilliers, (1860-1861)

## Pubblicazioni
- Les Médailleurs italiens des XVe et XVIe siècles. Plon et Cie, Paris, 1879.
- Les médailleurs italiens des XVe et XVIe siècles, 2 volumes, Plon et Cie, Paris, 1883.
- Suppléments à Les Médailleurs italiens des XVe et XVIe siècles, Plon et Cie, Paris, 1887.

## Riconoscimenti
- Ufficiale della Legion d'onore il 14 agosto 1862[2]
- Riceve il prix Bordin dell'Académie des beaux-arts nel 1883[2]

## Galleria d'immagini

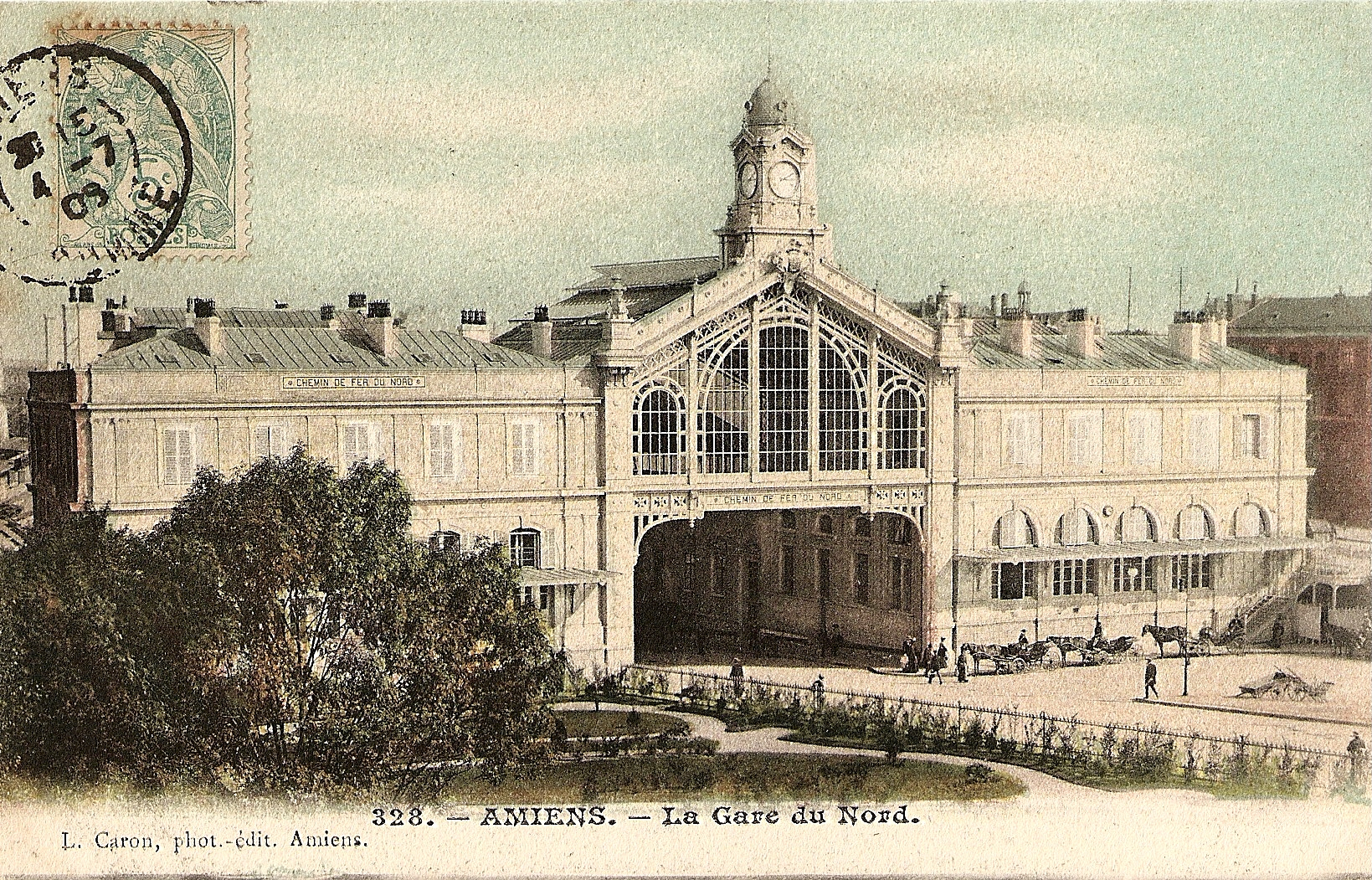
Amiens, la stazione del 1846.
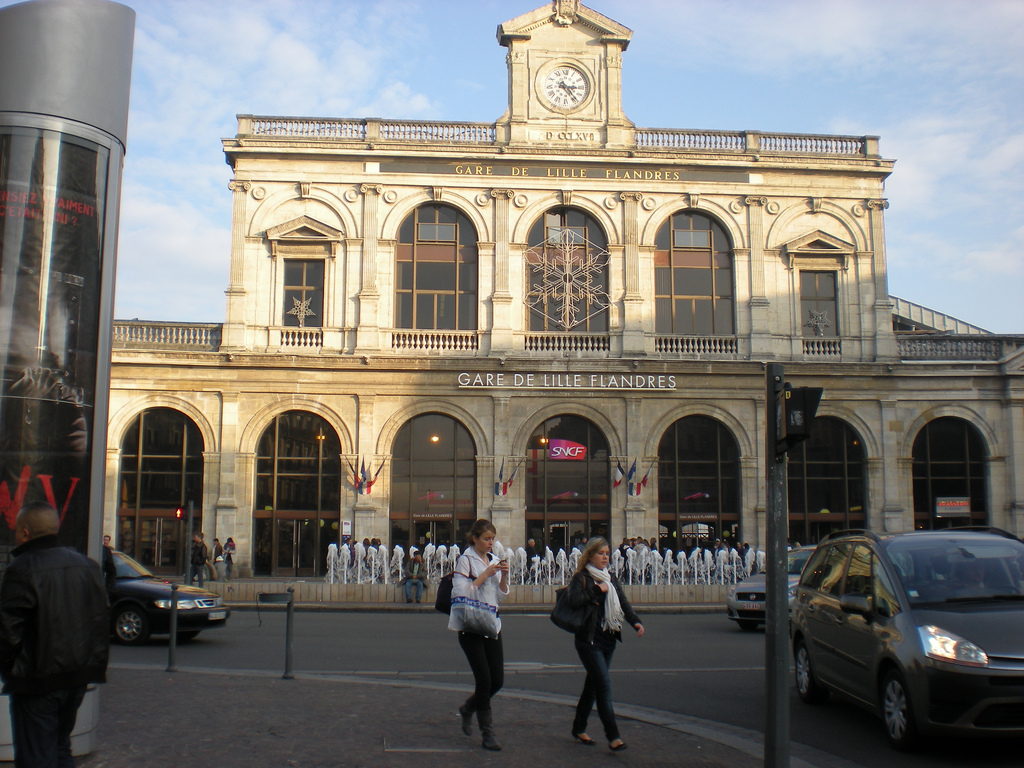
Facciata della stazione di Lille.
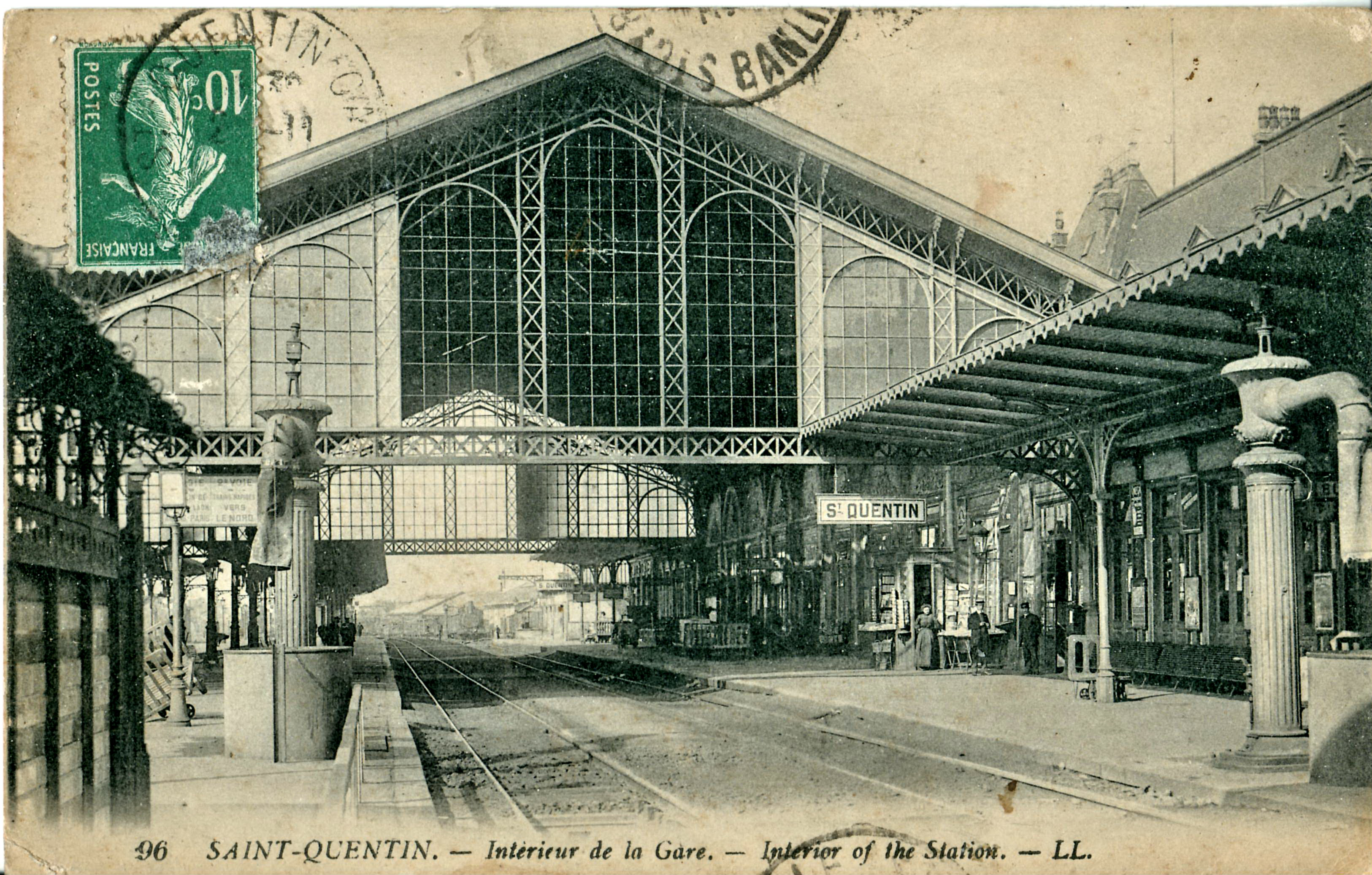
La stazione di Saint-Quentin
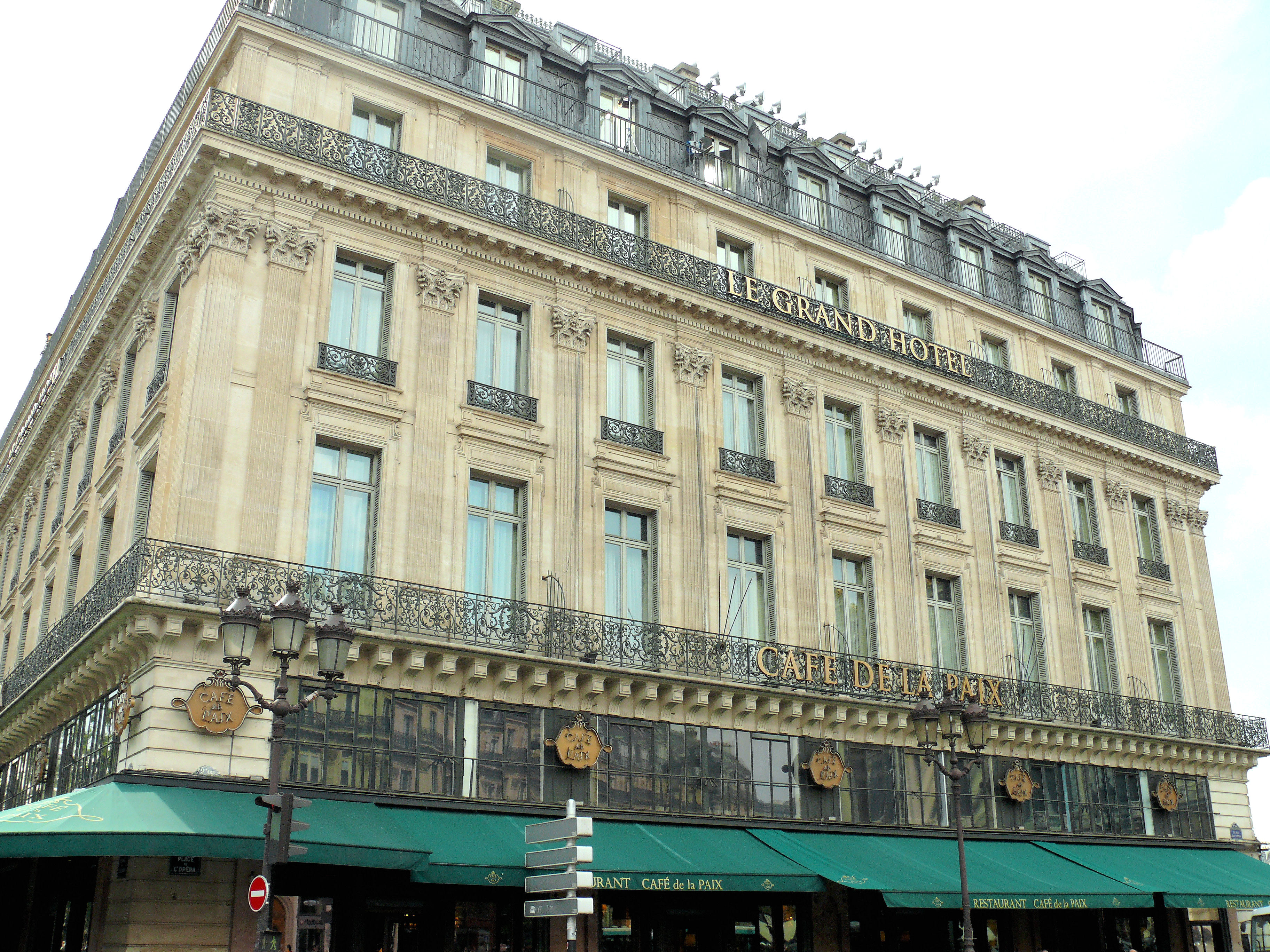
Le Grand Hôtel Continental.